# Draft de l'NBA del 1981
El Draft de l'NBA de 1981 es va celebrar el dia 9 de juny.

## Primera ronda
|  | = All-Star     |
|  | = Hall of Fame |

| Posició | Jugador           | Nacionalitat | Equip de l'NBA         | Origen (Universitat/club) |
| ------- | ----------------- | ------------ | ---------------------- | ------------------------- |
| 1       | Mark Aguirre      | Estats Units | Dallas Mavericks       | DePaul                    |
| 2       | Isiah Thomas      | Estats Units | Detroit Pistons        | Indiana                   |
| 3       | Buck Williams     | Estats Units | New Jersey Nets        | Maryland                  |
| 4       | Al Wood           | Estats Units | Atlanta Hawks          | North Carolina            |
| 5       | Danny Vranes      | Estats Units | Seattle SuperSonics    | Utah                      |
| 6       | Orlando Woolridge | Estats Units | Chicago Bulls          | Notre Dame                |
| 7       | Steve Johnson     | Estats Units | Kansas City Kings      | Oregon State              |
| 8       | Tom Chambers      | Estats Units | San Diego Clippers     | Utah                      |
| 9       | Rolando Blackman  | Estats Units | Dallas Mavericks       | Kansas State              |
| 10      | Albert King       | Estats Units | New Jersey Nets        | Maryland                  |
| 11      | Frank Johnson     | Estats Units | Washington Bullets     | Wake Forest               |
| 12      | Kelly Tripucka    | Estats Units | Detroit Pistons        | Notre Dame                |
| 13      | Danny Schayes     | Estats Units | Utah Jazz              | Syracuse                  |
| 14      | Herb Williams     | Estats Units | Indiana Pacers         | Ohio State                |
| 15      | Jeff Lamp         | Estats Units | Portland Trail Blazers | Virginia                  |
| 16      | Darnell Valentine | Estats Units | Portland Trail Blazers | Kansas                    |
| 17      | Kevin Loder       | Estats Units | Kansas City Kings      | Alabama State             |
| 18      | Ray Tolbert       | Estats Units | New Jersey Nets        | Indiana                   |
| 19      | Mike McGee        | Estats Units | Los Angeles Lakers     | Michigan                  |
| 20      | Larry Nance       | Estats Units | Phoenix Suns           | Clemson                   |
| 21      | Alton Lister      | Estats Units | Milwaukee Bucks        | Arizona State             |
| 22      | Franklin Edwards  | Estats Units | Philadelphia 76ers     | Cleveland State           |
| 23      | Charles Bradley   | Estats Units | Boston Celtics         | Wyoming                   |

## Jugadors destacats no escollits en 1a ronda
| Posició | Jugador          | Nacionalitat | Equip de l'NBA     | Origen (Universitat/club) |
| ------- | ---------------- | ------------ | ------------------ | ------------------------- |
| 24      | Jay Vincent      | Estats Units | Dallas Mavericks   | Michigan State            |
| 29      | Eddie Johnson    | Estats Units | Kansas City Kings  | Illinois                  |
| 31      | Danny Ainge      | Estats Units | Boston Celtics     | BYU                       |
| 57      | Frank Brickowski | Estats Units | New York Knicks    | Penn State                |
| 214     | Tony Gwynn       | Estats Units | San Diego Clippers | San Diego State           |
| 221     | Kenny Easley     | Estats Units | Chicago Bulls      | UCLA                      |